# Pedro Neto
Pedro Lomba Neto, född 9 mars 2000, är en portugisisk fotbollsspelare som spelar för Chelsea. Han representerar även Portugals landslag.

## Klubbkarriär
I augusti 2019 värvades Neto av Wolverhampton Wanderers, där han skrev på ett femårskontrakt. I november 2020 förlängde Neto sitt kontrakt fram till 2025.
Den 11 augusti 2024 värvades Neto av Chelsea på ett sjuårskontrakt.

## Landslagskarriär
Neto debuterade för Portugals landslag den 11 november 2020 i en 7–0-vinst över Andorra, där han även gjorde sitt första mål.